# Aster alpinus
Aster alpinus es una especie fanerógama perteneciente a la familia Asteraceae.

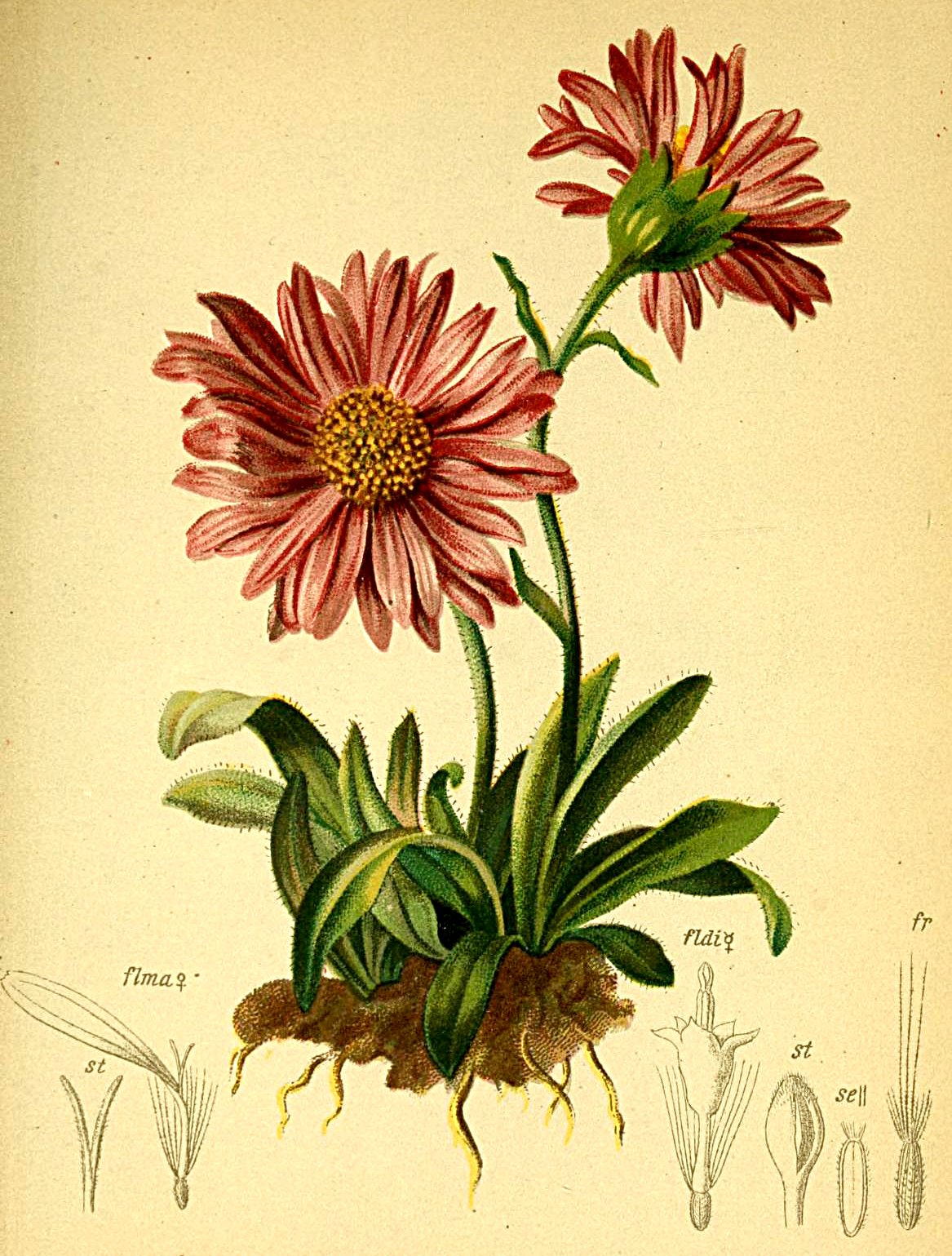
Ilustración

## Descripción
Planta perenne erecta o ascendente de hasta 20 cm o más, de hojas acucharadas a casi elípticas, las hojas basales y caulinares inferiores estrechadas hasta un amplio pecíolo. Capítulos en general solitarios, de 3-5 cm de diámetro; flores liguladas 20-40, azul-violeta, raramente rosas o blancas, a veces ausentes; flores tubulosas amarillas. Brácteas involucrales en dos filas indistintas, pelosas o glabras con margen peloso o laciniado. Florece en verano.

## Hábitat
Prados de montaña, praderas pedregosas, rocas.

## Distribución
Albania, Austria, Bulgaria, República Checa, Francia, Alemania, Grecia, Suiza, España, Italia, la antigua Yugoslavia, Polonia, Rumanía y Rusia.

## Taxonomía
Aster alpinus fue descrita por  Carlos Linneo y publicado en Species Plantarum 2: 872. 1753.
Etimología
Aster: nombre genérico que deriva de (ἀστήρ), término griego que significa "estrella", hace referencia a la forma de la cabeza floral.
alpinus: epíteto latino que significa "alpina, de las montañas".
Variedades
- Aster alpinus var. alpinus L.
- Aster alpinus subsp. cylleneus (Boiss. & Orph.) Hayek
- Aster alpinus var. serpentimontanus (Tamamsch.) Ling
- Aster alpinus subsp. vierhapperi Onno

Sinonimia
- Aster cylleneus  Boiss. & Orph.
- Aster hispanicus Coincy
- Aster korshinskyi Tamamsch.[2]
- Aster americanus Onno
- Aster culminis A.Nelson
- Diplactis alpina (L.) Semple
- Aster garibaldii Brügger
- Aster fallax Tamamsch.
- Aster serpentimontanus Tamamsch.[3]

## Nombre común
- Castellano: aster, manzanilla de pastor.[2]